# Kiman Faris
Kiman Faris (El turó dels genets) és el nom àrab modern d'un lloc als afores d'el Faium (la ciutat d'Al-Fayum) que es creu que era el lloc exacte de l'antiga Cocodrilòpolis, més tard Arsinoe. En aquells temps el llac de Faium era més gran i arribava fins a la rodalia i allí vivien els cocodrils. El deu cocodril es deia Sobek i a ell es va erigir un temple, proper a Kiman Faris (a Medinet Madi). Les restes que es poden veure avui dia a Kiman Faris són molt poc importants.